# 扎莫切克河
扎莫切克河（烏克蘭語：Замочек），是烏克蘭北部的河流，屬於捷捷列夫河的左支流。該河發源自卡利諾韋以西，流經基輔州的維什霍羅德區，河道全長6.7公里。